# Amelita Galli-Curci
Amelita Galli-Curci, nata Amelita Galli (Milano, 18 novembre 1889 – La Jolla, 26 novembre 1963), è stata un soprano italiano, dal 1916 stabilitasi permanentemente negli Stati Uniti. Fu uno dei più ammirati soprani di coloratura degli inizi del XX secolo.

## Biografia
Nacque in una famiglia della borghesia milanese e fu indirizzata, giovanissima, allo studio del pianoforte al conservatorio Giuseppe Verdi di Milano, diplomandosi nel 1903 a pieni voti. Ben presto però la nonna le consigliò di dedicarsi al canto, e dopo qualche tempo il compositore Pietro Mascagni, che ebbe modo di ascoltarla, la incoraggiò a intraprendere la carriera di cantante d'opera. Per sua scelta la formazione della Galli-Curci fu quasi sempre realizzata da autodidatta, ascoltando le esecuzioni di altri soprani, leggendo antichi trattati di esecuzione canora ed eseguendo tecnica pianistica con la sua voce.
Fece il suo debutto nel dicembre 1906 a Trani nel ruolo di Gilda nel Rigoletto di Giuseppe Verdi, raggiungendo una notevole notorietà in tutta Italia. Nell'aprile 1908. debuttò al Teatro dell'Opera di Roma come Bettina in ''Don Procopio'' di Georges Bizet con Giuseppe De Luca.
Il 24 febbraio 1908, sposò a Roma il marchese Luigi Carlo Francesco Curci, e aggiunse il cognome del marito al suo. Il matrimonio non durò a lungo e i coniugi divorziarono nel 1920. Successivamente, la Galli-Curci sposò Homer Samuels, il suo pianista accompagnatore. Nel 1922, il marchese Curci chiese al papa l'annullamento del matrimonio.
La Galli-Curci iniziò a cantare in tutta Europa e in America Meridionale. Nel 1915 cantò in due recite della Lucia di Lammermoor con Enrico Caruso a Buenos Aires. Questa fu l'unica apparizione del soprano in un'opera assieme al grande tenore, in quanto le altre apparizioni avvennero in alcuni concerti e in registrazioni fonografiche.
La Galli-Curci giunse negli Stati Uniti d'America nel 1916 virtualmente sconosciuta. La chiamò Cleofonte Campanini, allora direttore musicale della Chicago Opera Association. La sua permanenza avrebbe dovuto essere di breve durata, ma le acclamazioni ricevute nel corso della sua interpretazione di Gilda in Rigoletto a Chicago il 18 novembre 1916 (suo 27º compleanno) furono così entusiastiche che ella accettò un contratto con la Chicago Opera Company. Fu un membro della compagnia fino al 1924. Nello stesso anno 1916, la Galli-Curci firmò un contratto per delle registrazioni fonografiche con la Victor Talking Machine Company e registrò in esclusiva per la stessa fino al 1930. Nel novembre 1921 la Galli-Curci debuttò come Violetta ne La traviata con Beniamino Gigli e De Luca entrando a far parte della Metropolitan Opera House di New York, rimanendovi fino al gennaio 1930, in cui si ritirò dalle scene operistiche dopo 105 rappresentazioni al Met.

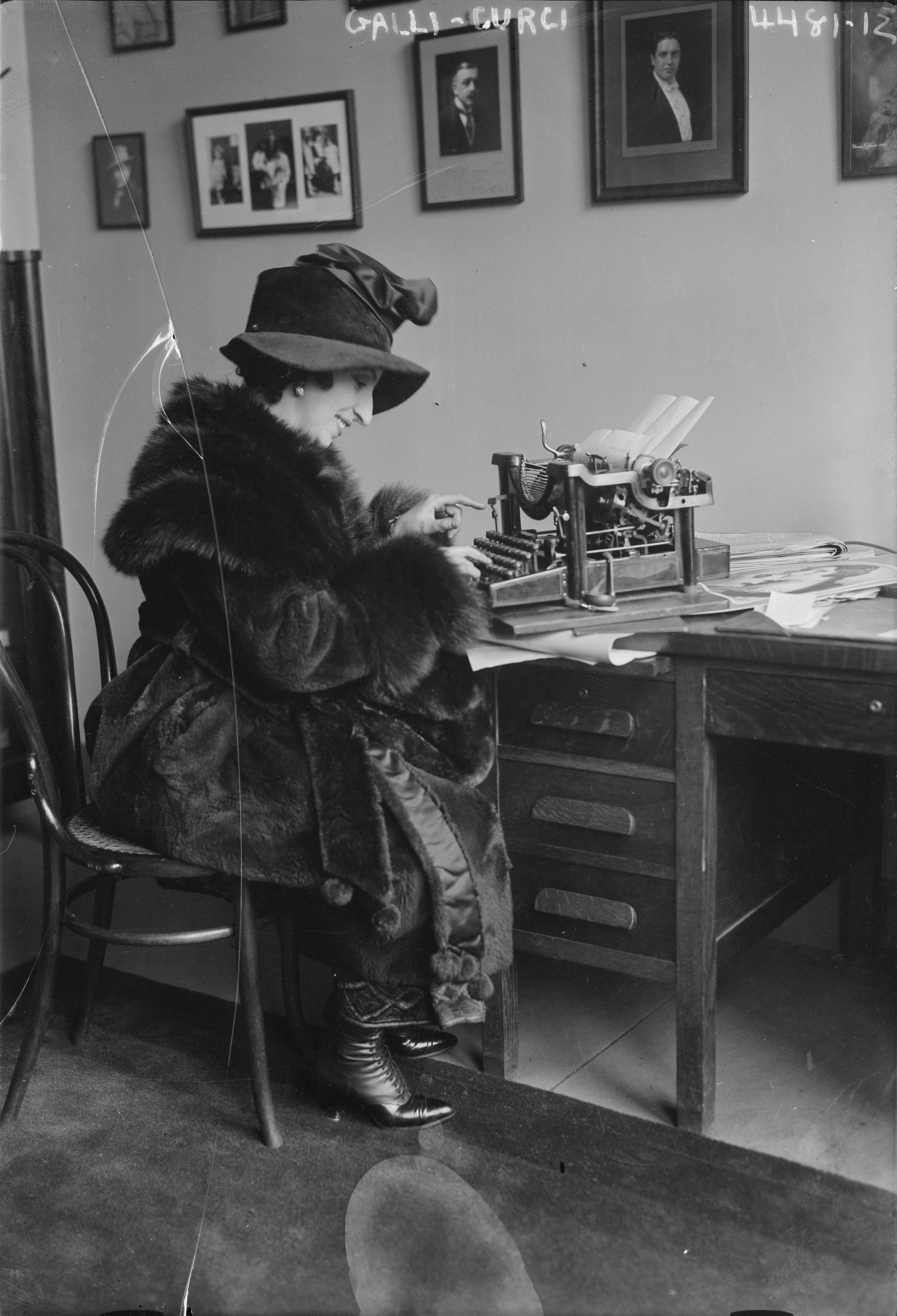
Amelita Galli-Curci con cappotto di pelliccia, circa 1920. George Grantham Bain Collection (Biblioteca del Congresso).

La Galli-Curci fece costruire una villa chiamata Sul Monte ad Highmount, dove trascorse le estati per molti anni, fino al 1937, quando vendette la proprietà. Nelle vicinanze della villa, nel vicino villaggio di Margaretville, venne costruito un teatro al quale venne dato il suo nome. Ella ricambiò la cortesia esibendosi in concerto in occasione della serata inaugurale.
La Galli-Curci fu una seguace del filosofo e mistico indiano, maestro di meditazione e yoga, Paramahansa Yogananda. Scrisse la prefazione al libro del 1929 di Yogananda, Whispers from Eternity.
Stanca della politica dei teatri d'opera e convinta che l'opera fosse in fase di tramonto, la Galli-Curci si ritirò dai palcoscenici operistici nel gennaio del 1930 e concentrò la sua attività sui concerti. Successivamente ebbe dei problemi fisici alla gola e nel 1935 fu operata alla tiroide. L'intervento chirurgico venne effettuato con grande accortezza e in anestesia locale, ma nonostante le attenzioni prestate la sua voce subì dei problemi dopo l'intervento. Un nervo della laringe aveva subito delle lesioni ed ella ebbe inibita la possibilità di eseguire le note del registro acuto. Questo nervo venne da allora definito come il nervo Galli-Curci.
Nel 2001, Crookes and Recaberen "esaminarono le cronache di stampa del periodo dopo l'intervento alla Galli-Curci, intervistarono colleghi e parenti dei chirurghi e compararono la carriera del soprano con quella di altri cantanti" e trovarono che il suo deterioramento vocale, molto probabilmente, non era stato dovuto agli esiti dell'intervento chirurgico.
Nel 1936 la Galli-Curci cantò nel ruolo di Mimi ne La bohème a Chicago dopo l'intervento alla gola. Fu a quel punto chiaro che ella non era più la cantante di un tempo e dopo alcuni concerti decise di ritirarsi definitivamente dalle scene, stabilendosi a La Jolla in California. Lì, iniziò a insegnare privatamente e continuò a farlo fino a pochi giorni prima della sua morte, che avvenne nel novembre del 1963, all'età di 81 anni. Fra le sue allieve vi fu il soprano Jean Fenn.

## Registrazioni
La Galli-Curci fece alcune registrazioni fonografiche per l'etichetta discografica Victor Talking Machine Company e fra queste il sestetto dalla Lucia di Lammermoor con Enrico Caruso, Minnie Egener e Giuseppe De Luca.